# 양산 이씨 (이백령)
양산 이씨(陽山李氏)는 경상북도 영천시를 본적으로 하는 한국의 성씨이다. 집성촌은 경상북도 영천시 화남면 사천리에 위치해 있다. 공주 이씨의 31세손인 이백령에서 분적하였다.

## 참고 자료
- “양산이씨(陽山李氏)”. 뿌리를 찾아서.[깨진 링크(과거 내용 찾기)]